# 益邑健
益邑 健（ますむら たけし、1907年1月24日 - 1994年12月5日）は、日本の経営者。大同生命保険社長を務めた。

## 経歴
山口県出身。1930年に京都帝国大学を卒業し、同年に大同生命保険に入社。1953年6月に取締役に就任し、1961年1月に常務、1971年5月に専務を経て、1973年1月に社長に就任。1978年4月に会長に就任し、1988年7月に取締役相談役を経て、1989年6月には相談役に就任。
1980年11月に勲三等瑞宝章を受章。
1994年12月5日老衰のために死去。87歳没。